# Annas Albtraum kurz nach 6
Annas Albtraum kurz nach 6 ist eine Komödie von Roland Suso Richter mit Gesine Cukrowski und Benjamin Sadler in den Hauptrollen, die von Konzept und Handlung eine Art Adaption von Und täglich grüßt das Murmeltier darstellt. Der Film wurde am 18. Juli 2007 im ZDF erstmals gezeigt.

## Handlung
Die Hebamme Anna Marek will mit ihren Töchtern Jana und Mia in den nach Jahren wohlverdienten Urlaub fahren. Doch dann klingelt ihr Nachbar Lukas Sturm, denn seine Freundin Maria kommt unerwartet in die Wehen. Also hilft sie dabei, das Kind zur Welt zu bringen. Währenddessen sind ihre Kinder bei ihrer Mutter untergebracht, mit der sie zu allem Übel noch in Streit gerät. Erschöpft von dem Stress des Tages, fährt sie Stunden später als geplant am späten Abend nach Italien.
Am nächsten Tag erwacht Anna aber nicht in Italien, sondern in ihrer Wohnung. Wieder klingelt Lukas Sturm, weil seine Freundin Maria ein Kind bekommt. Es stellt sich schnell heraus, dass Anna den Vortag von vorne erlebt. Und nach einiger Zeit stellt sie fest, dass sie in eine Zeitschleife geraten ist. Mit der Zeit beginnt sie die Ereignisse für sich zu benutzen: Sie überzieht maßlos ihr Konto, gönnt sich ein Leben im Luxus auf Kosten anderer und versucht mit dem attraktiven Dr. Bremer Sex zu haben, was ihr jedoch misslingt. Als sie feststellt, dass ihr auch kein Psychologe helfen kann, begeht sie Selbstmord, was jedoch auch nicht zum Ende des Albtraums führt.
Schließlich entwickelt sie Gefühle für Lukas. Und sie stellt fest, dass Maria nur eine Freundin ihres Nachbars, aber nicht seine Partnerin ist. Nun versucht sie mit allen Mitteln, Lukas als Freund zu gewinnen. Und sie bemerkt, dass er ein trauriger Witwer, der in einer Band spielt, ist. Doch dann erkennt sie, dass sie das mit ihrer egoistischen Art niemals schaffen kann, und dass mehr Mitgefühl und Freundlichkeit gegenüber den Mitmenschen ein Ausweg sein könnte. Tatsächlich sind alle Menschen nun positiv von ihr überrascht, als sie nicht mehr egozentrisch handelt, sondern mitfühlend ist. Auch Lukas lässt sich überreden und fährt mit Anna nach Italien. In der letzten Szene wacht Anna in Italien auf – der Albtraum ist zu Ende.

## Kritik
„(Fernseh-)Komödie um das nicht sonderlich originelle Thema der Zeitschleife.“

„Richtig! Das Ganze erinnert stark an Zeitschleifen-Filme wie "... und täglich grüßt das Murmeltier", "Liebe in der Warteschleife" oder "12:01", doch was Regisseur Roland Suso Richter ("Dresden", "Kein Himmel über Afrika") und sein gut aufgelegtes Ensemble aus dem charmanten Stoff machen, ist überaus witzig und unterhaltsam.“

„Gelungenes Quasi-Remake von "Und täglich grüßt das Murmeltier". Fazit: Der Witz ist nicht ganz neu, aber ganz gut“

## Hintergrund
Der Film spielt in Mainz. Häufig sind unter anderem die Rheinpromenade und einige Straßenzüge in der Mainzer Innenstadt zu sehen. In einer Szene macht Anna mit ihrer Freundin Charly eine Kreuzfahrt auf dem Rhein, wobei auch die Loreley zu sehen ist.
Der Film orientiert sich an dem Schema des Films Und täglich grüßt das Murmeltier. Im Gegensatz zu Phil Connors ist Anna jedoch keine Zynikerin, sondern eine gestresste Mutter mit Drang zu Egozentrik. Ähnlich wie Connors verliebt sich Anna im Laufe der Handlung und versucht innerhalb von 24 Stunden diesem Menschen – also Lukas – das klarzumachen, was aber nicht so einfach ist, weil sie durch die Wiederholungen Lukas teilweise besser kennt als er sie. Auch andere Elemente des Films wie bestimmte wiederkehrende Nebencharaktere und ihre persönliche Entwicklung im Laufe der Zeit sind relativ ähnlich.